# Plectus pygmaeus
Plectus pygmaeus är en rundmaskart. Plectus pygmaeus ingår i släktet Plectus och familjen Plectidae. Inga underarter finns listade i Catalogue of Life.